# Adiaké

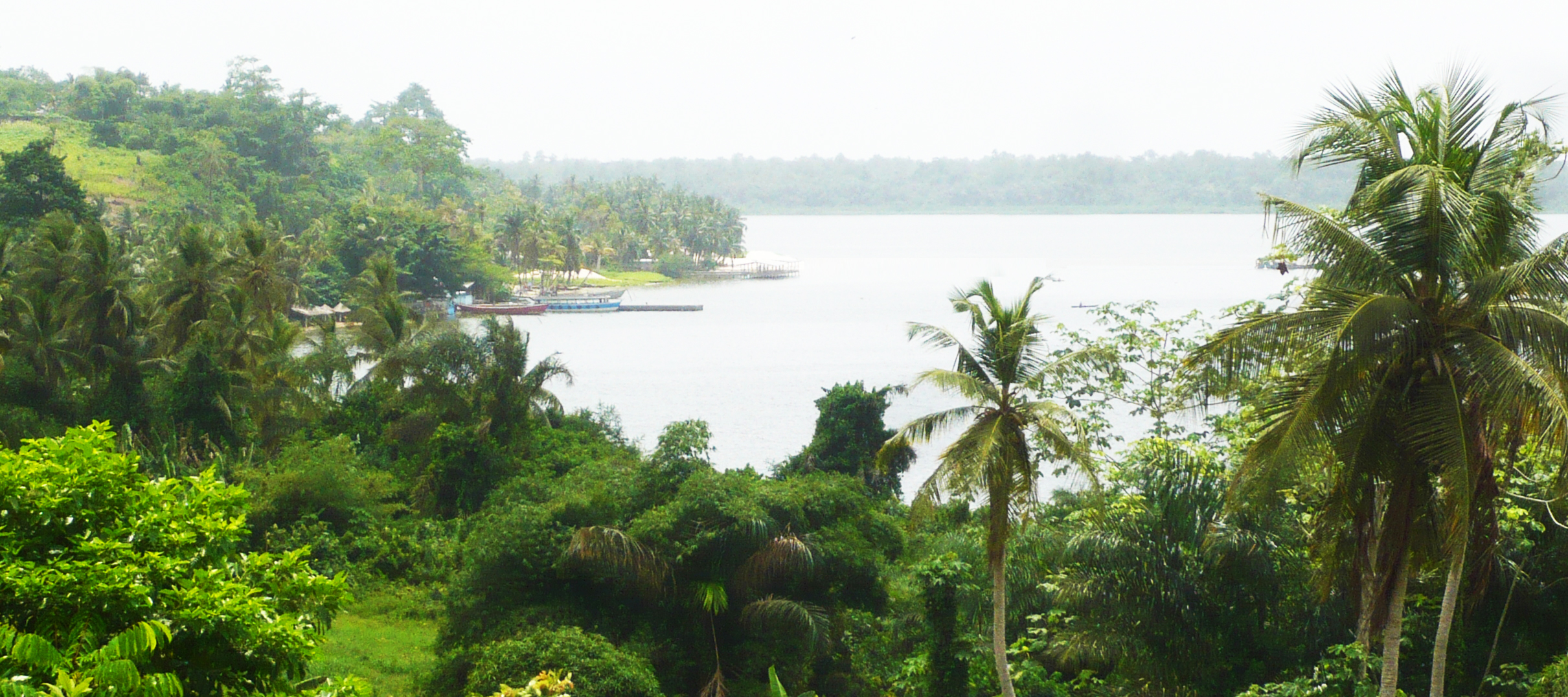
Adiaké Débarcadère et la plage

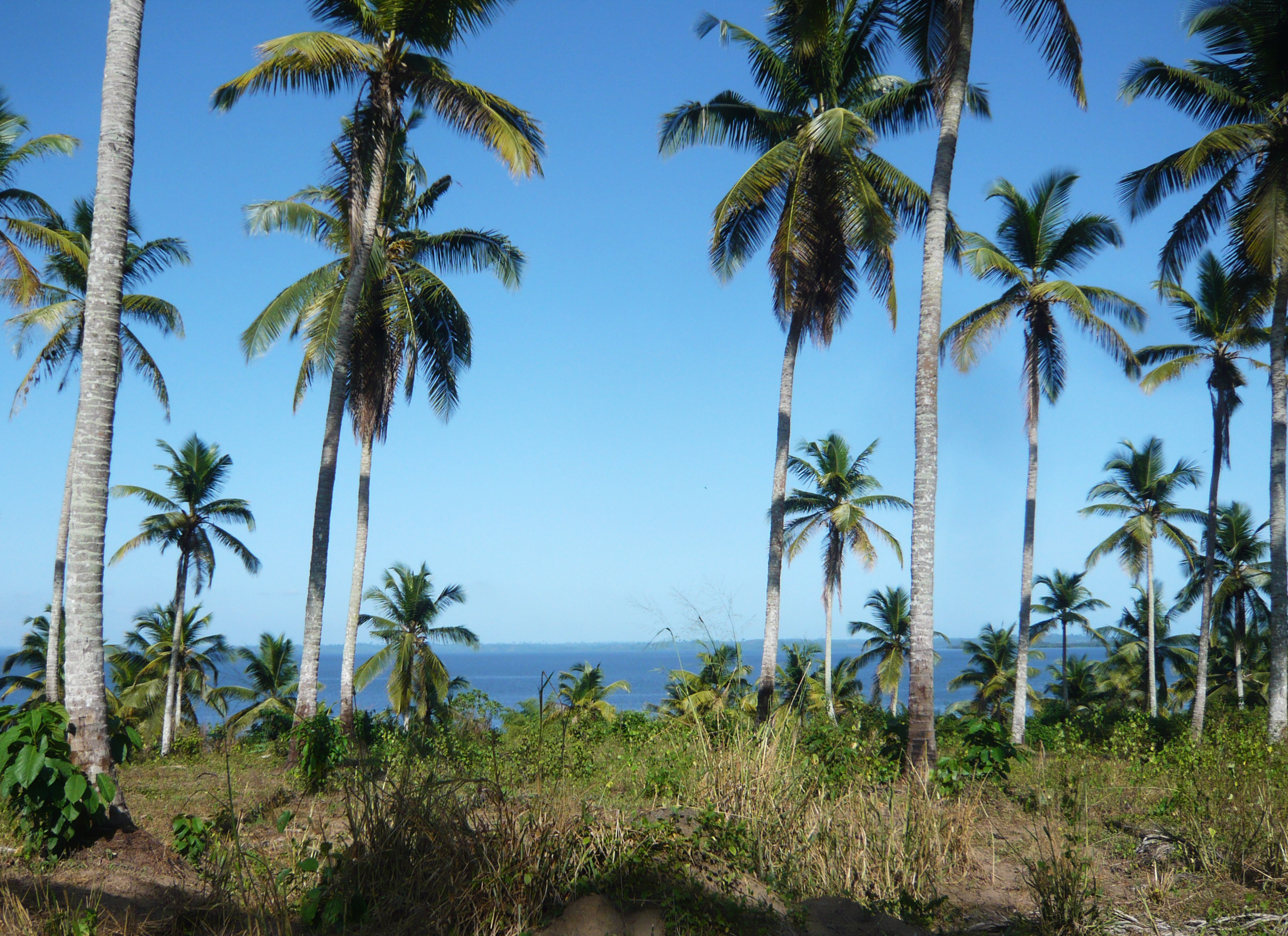
Adiaké, champs de cocotiers

Adiaké  est une ville du sud-est de la Côte d'Ivoire, dans la région du Sud-Comoé. Le département d'Adiaké est limité au nord par le département d'Aboisso, la sous-préfecture de Bonoua à l'ouest, à l'est par le Ghana et au sud par l'Océan Atlantique, avec la sous-préfecture d'Assinie. Le bureau de la poste y a été installé en 1945.

## Description
La ville d'Adiaké est située à 95 kilomètres d'Abidjan et à environ 50 kilomètres d'Aboisso, chef-lieu de la région sud de la Comoé. La ville d’Adiaké était autrefois un poste colonial, sa position stratégique sur la côte ouest lui permettait de relier Abidjan au continent ou à la lagune via le canal d'Assinie.
Le nouveau maire de la commune d'Adiaké se nomme SIE Hien Yacouba. Il a été élu à la faveur des élections municipales qui se sont déroulées le 21 Avril 2013. Il est réélu maire de ladite commune à la suite des élections municipales de septembre 2023.

## Administration
Une loi de 1978 a institué 27 communes de plein exercice sur le territoire du pays.
| Date d'élection | Identité              | Parti    | Qualité         | Statut |
| --------------- | --------------------- | -------- | --------------- | ------ |
| 1980            | Kouadio Konan Camille | PDCI-RDA | Homme politique | élu    |
| 1985            |                       | PDCI-RDA | Homme politique | élu    |
| 1990            |                       | PDCI-RDA | Homme politique | élu    |
| 1995            | Porquet Salimata      | PDCI-RDA | Homme politique | élu    |
| 2001            | Ahua Kassi            | PDCI-RDA | Homme politique | élu    |
| 2013            | Sié Hien Yacouba      | RHDP     | Homme politique | élu    |
| 2023            | Sié Hien Yacouba      | RHDP     | Homme politique | réélu  |

## Société

### Démographie
| 1920                                                             | 1946 | Rec. 1975 | Rec. 1988 | 1998 | Est. 2010 |
| ---------------------------------------------------------------- | ---- | --------- | --------- | ---- | --------- |
|                                                                  |      | 5 663     | 9 372     |      | 18 727    |
| Nombre retenu à partir de 1920 : Population sans doubles comptes |      |           |           |      |           |

## Sports
La ville compte un club de football évoluant en Championnat de Côte d'Ivoire de football D3, la Renaissance Football Club d'Adiaké.

## Personnalités liées à la région
- François-Joseph Amon d'Aby, écrivain (La mare aux crocodiles).